# Ossian Wuorenheimo
Erik Ossian Wuorenheimo, ursprungligen Bergbom, född 3 december 1845 i Viborg, död 13 juni 1917 i Helsingfors, var en finländsk väg- och vattenbyggnadsingenjör och ämbetsman. Han var bror till Kaarlo Bergbom. 
Efter studier i Sankt Petersburg 1862–1867 var Wuorenheimo verksam som väg- och vattenbyggnadsingenjör i Finland. Han tjänstgjorde bland annat i byggandet av samtliga statsbanor 1867–1890 och var överdirektör i Överstyrelsen för väg- och vattenbyggnaderna 1892–1896. Han var därefter senator och chef för kommunikationsexpeditionen intill 1905. Han adlades 1903 med namnet Wuorenheimo och var vice lantmarskalk vid lantdagarna 1904–1905.

## Utmärkelser
- Sankt Stanislausorden, tredje klass,  1870[1]
- Sankt Annas orden, tredje klass,  1886[1]
- Sankt Stanislausorden, andra klassen,  1892[1]
- Sankt Annas orden, andra klass,  1895[1]
- Sankt Vladimirs orden, tredje klass,  1898[1]
- Sankt Stanislausorden, första klassen,  1901[1]
- Sankt Annas orden, första klass,  1905[1]

[Redigera Wikidata]